# قطعنامه ۳۸۵ شورای امنیت
قطعنامه ۳۸۵ شورای امنیت سازمان ملل متحد که در تاریخ ۳۰ ژانویه ۱۹۷۶ تصویب شد، سندی بین‌المللی دربارهٔ وضعیت نامبیا است. این قطعنامه طی نشست ۱٬۸۸۵ام با ۱۵ موافق، ۰ مخالف و ۰ ممتنع تصویب شد.